# Никольская церковь (Магнитогорск)
Храм Святителя Николая Чудотворца — храм в городе Магнитогорске.

## История
Церковь была построена в 1946 году.
В 1960 году храм закрыли. Причиной закрытия назвали тот факт, что, якобы, во время крещения, настоятель храма утопил младенца. За это он был отправлен в тюрьму. В здании церкви сначала разместили клуб, затем склад. Позже здесь была открыта обсерватория. В 1990-е годы Николаевская церковь была возвращена верующим.